# Lijst van Europese kampioenschappen dammen vrouwen
Het Europees kampioenschap dammen voor vrouwen wordt vanaf 2000 gespeeld en georganiseerd door de European Draughts Confederation. 

## Eregalerij
| Jaar                     | Locatie            | Goud                                   | Zilver                                 | Brons                                  |
| ------------------------ | ------------------ | -------------------------------------- | -------------------------------------- | -------------------------------------- |
| 19 t/m 25 september 2000 | Zaporizja          | Tamara Tansykkoezjina                  | Olga Balthaji                          | Olga Kamychleeva                       |
| 16 t/m 22 september 2002 | Vilnius            | Tanja Chub                             | Olga Baltazji                          | Elena Milsjina                         |
| 20 t/m 27 september 2004 | Mława              | Daria Tkatsjenko                       | Elena Milsjina                         | Matrena Nogovitsyna                    |
| 2 t/m 10 september 2006  | Bovec              | Daria Tkatsjenko                       | Nina Hoekman                           | Tamara Tansykkoezjina                  |
| 19 t/m 28 augustus 2008  | Tallinn            | Tamara Tansykkoezjina                  | Daria Tkatsjenko                       | Matrena Nogovitsyna                    |
| 8 t/m 14 juli 2010       | Sępólno Krajeńskie | Zoja Golubeva                          | Tamara Tansykkoezjina                  | Natalia Sadowska                       |
| 16 t/m 22 september 2012 | Emmen              | Zoja Golubeva                          | Nina Hoekman                           | Ayyyna Sobakina                        |
| 7 t/m 13 oktober 2014    | Tallinn            | Olga Baltazji                          | Tamara Tansykkoezjina                  | Zoja Golubeva                          |
| 18 t/m 24 oktober 2016   | İzmir              | Aygul Idrisova                         | Xenia Nachova                          | Matrena Nogovitsyna                    |
| 16 t/m 23 december 2018  | Moskou             | Matrena Nogovitsyna                    | Natalia Sjestokova                     | Elena Milsjina                         |
| 5 t/m 13 oktober 2020    | Antalya            | niet gespeeld wegens de Coronapandemie | niet gespeeld wegens de Coronapandemie | niet gespeeld wegens de Coronapandemie |
| 3 t/m 9 oktober 2022     | Kortrijk           | Natalia Sadowska                       | Marta Bankowska                        | Viktoria Motritsjko                    |
| 2 t/m 7 juni 2024        | Chianciano Terme   | Viktoria Motritsjko                    | Daria Tkatsjenko                       | Natalia Sadowska                       |

Bolzano 1965 · 
Livorno 1967 · 
Livorno 1968 · 
Rome 1969 · 
Soechoemi 1971 · 
Arco 1974 · 
Brussel 1977 · 
Deventer 1983 · 
Moskou 1987 · 
Parthenay 1992 · 
Lubliniec 1995 · 
Hoogezand 1999 · 
Domburg 2002 · 
Bovec 2006 · 
Tallinn 2008 · 
Murzasichle 2010 · 
Emmen 2012 · 
Tallinn 2014 · 
İzmir 2016 · 
Moskou 2018 · 
Antalya 2020 · 
Kortrijk 2022 · 
Chianciano Terme 2024
Mannen: Afrika · Amerika · Azië · Europa
Vrouwen: Afrika · Amerika · Azië · Europa